# Onciale 0155
- Papyrus
- Onciale
- Minuscules
- Lectionnaire

Le Codex 0155, portant le numéro de référence 0155 (Gregory-Aland) ε 1055 (von Soden), est un manuscrit du Nouveau Testament sur parchemin écrit en écriture grecque onciale.

## Description
Le codex se compose de 2 folios. Il est écrit en deux colonnes, de 22 lignes par colonne. Les dimensions du manuscrit sont 27 x 20 cm. Les experts datent ce manuscrit du IXe siècle,. 
C'est un manuscrit contenant le texte incomplet de l'Évangile selon Luc (3,1-2,5,7-11; 6,24-31). 
Le texte du codex représenté est de type alexandrin. Kurt Aland le classe en Catégorie II.

### Lieu de conservation
Il fut conservé à la Qubbat al-Khazna à Damas en Syrie. Son lieu de conservation actuel est inconnu.